# Terre di Pisa
Il Terre di Pisa è una DOC riservata ad alcuni vini la cui produzione è consentita nella provincia di Pisa.

## Zona di produzione
La zona di produzione delle uve della Denominazione "Terre di Pisa" ricade nel territorio amministrativo della Provincia di Pisa, dei comuni di Fauglia, Crespina Lorenzana, Casciana Terme Lari, Chianni, Capannoli, Palaia, Peccioli, Terricciola, Ponsacco, Pontedera, Montopoli V.A., Lajatico, San Miniato Orciano Pisano e Santa Luce.

## Storia
Sul finire dell'800, a seguito della creazione di un primo modello di mercato, sia estero che interno, nasce l'esigenza di far conoscere i propri prodotti già a partire dalla propria terra d'origine. Si ricava così dagli Atti del Comizio Agrario di Pisa, tenutosi nel 1884, la decisione di nominare un rappresentante di ogni Comune della Provincia di Pisa assieme ai Comitati agrari locali, su esortazione del Prefetto di Pisa, al fine di organizzare nel 1885 la prima fiera di Vini e Oli pisani.
A dimostrazione di quanto già fosse sviluppata l'attività enologica in provincia di Pisa, il dottor Sirio Martini, nel libro "I Pregiudizi nella coltivazione della vite in Toscana" del 1897, scrive: 
Negli anni immediatamente seguenti l'esigenza di far conoscere la produzione vinicola della provincia di Pisa, e di tutta la Toscana, divenne una priorità. Fu così che la casa vinicola Barone Ricasoli si assunse l'onere di realizzare un'iniziativa di divulgazione. Vennero pubblicati: "I vini e gli alberghi" di Arturo Marescalchi, "I caratteri di un vino genuino" di Giuseppe De Astis e "Dove si trovano i miglior vini italiani" di Giovanni Dal Masso.
Tale attività di promozione continuò per tutto il '900 assumendo di volta in volta forme differenti fino a concretizzarsi, nel 2011, con la nascita della denominazione.

## Tecniche di produzione
È vietata ogni pratica di forzatura. È consentita l'irrigazione di soccorso. La resa per ceppo non può superare mediamente 2 Kg di uva.
Sulle bottiglie o altri recipienti contenenti i vini "Terre di Pisa DOC" deve figurare l'indicazione dell'annata di produzione delle uve. Può essere utilizzata la menzione "vigna" a condizione che sia seguita dal relativo toponimo o nome tradizionale.
I vini "Terre di Pisa DOC" non possono essere immessi al consumo se non dopo un periodo di invecchiamento di almeno 16 mesi a partire dal 1° novembre dell'anno di produzione delle uve, di cui almeno 12 mesi in recipienti di legno (o altro materiale) e ulteriori 4 mesi di affinamento in bottiglia.
I vini devono essere immessi al consumo in bottiglie esclusivamente in vetro della capacità inferiore a 5 litri e debbono essere consoni ai caratteri di un vino di pregio. Non è consentito l'uso del fiasco toscano.

## Disciplinare
Il Terre di Pisa DOC è stato istituito con DM 18 ottobre 2011 pubblicato sulla Gazzetta Ufficiale n. 256 del 3 novembre 2011 (S. O. n.229).
Successivamente è stato modificato con:
- DM 30 novembre 2011 GU 295 – 20 dicembre 2011
- DM 12 luglio 2013 Pubblicato sul sito ufficiale del Mipaaf Sezione Qualità e Sicurezza - Vini DOP e IGP
- La versione in vigore è stata approvata con DM 7 marzo 2014 Pubblicato sul sito ufficiale del Mipaaf Sezione Qualità e Sicurezza Vini DOP e IGP[1]

## Tipologie

### Rosso
| uvaggio                        | Sangiovese, Cabernet Sauvignon, Merlot e Syrah da soli o congiuntamente, min 70%; Possono concorrere altre uve a bacca rossa idonei alla coltivazione in Toscana, max 30%. |
| titolo alcolometrico minimo    | 12,50 % vol. |
| acidità totale minima          | 4,5 g/l. |
| estratto secco minimo          | 24,00 g/l |
| resa massima di uva per ettaro | 85 q. |
| resa massima di uva in vino    | 70 % |

#### Caratteri organolettici
- Aspetto: rosso rubino, rosso granato;
- Olfatto: fine, caratteristico;
- Gusto: secco, armonico.

#### Abbinamenti consigliati
Primi piatti a base di carne, portate di carne arrosto o alla griglia, formaggi di media stagionatura.

### Sangiovese
| uvaggio                        | Sangiovese min 95%; Possono concorrere altre uve a bacca rossa, idonei alla coltivazione in Toscana, max 5%. |
| titolo alcolometrico minimo    | 12,50 % vol.                                                                                                 |
| acidità totale minima          | 4,5 g/l. |
| estratto secco minimo          | 24,00 g/l |
| resa massima di uva per ettaro | 85 q. |
| resa massima di uva in vino    | 70 % |

#### Caratteri organolettici
- Aspetto: rosso rubino con riflessi granati;
- Olfatto: fine, caratteristico;
- Gusto: secco, armonico, tannico.

#### Abbinamenti consigliati
Primi piatti a base di carne, portate di carne arrosto o alla griglia, formaggi di media stagionatura.